# Caccia da superiorità aerea

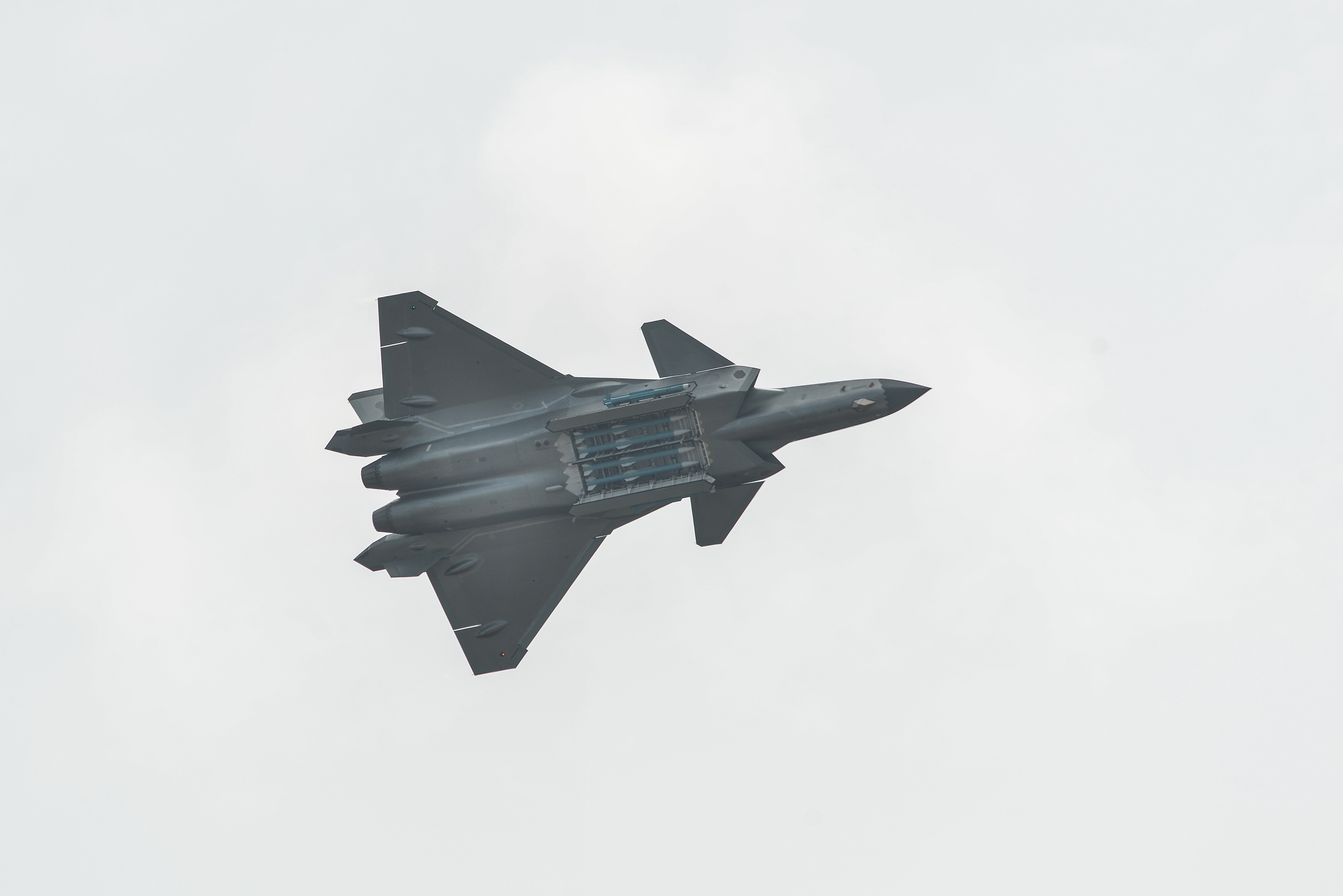
Un J-20, caccia da superiorità aerea cinese, mentre mostra la sua dotazione di missili aria-aria.

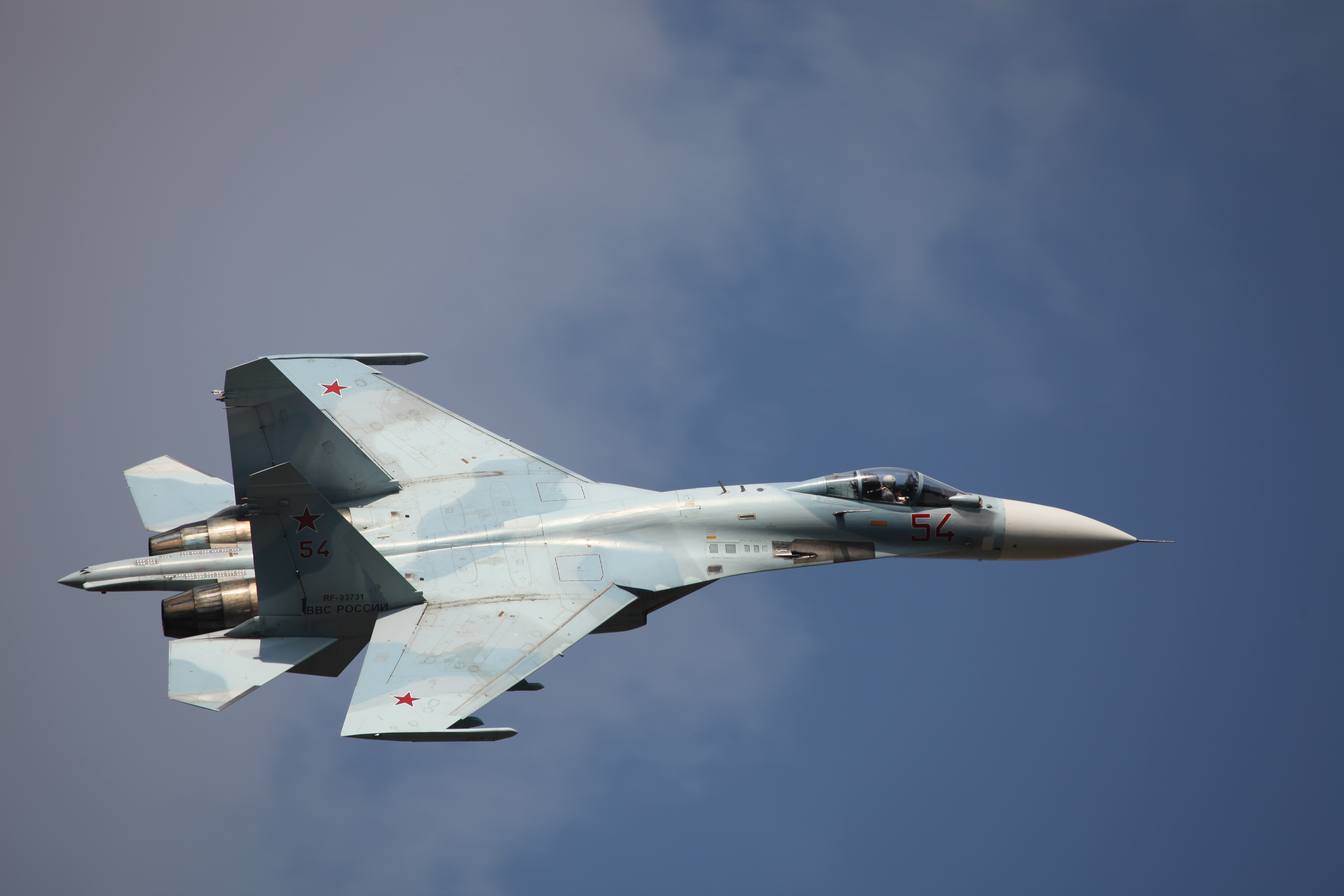
Sukhoi Su-27

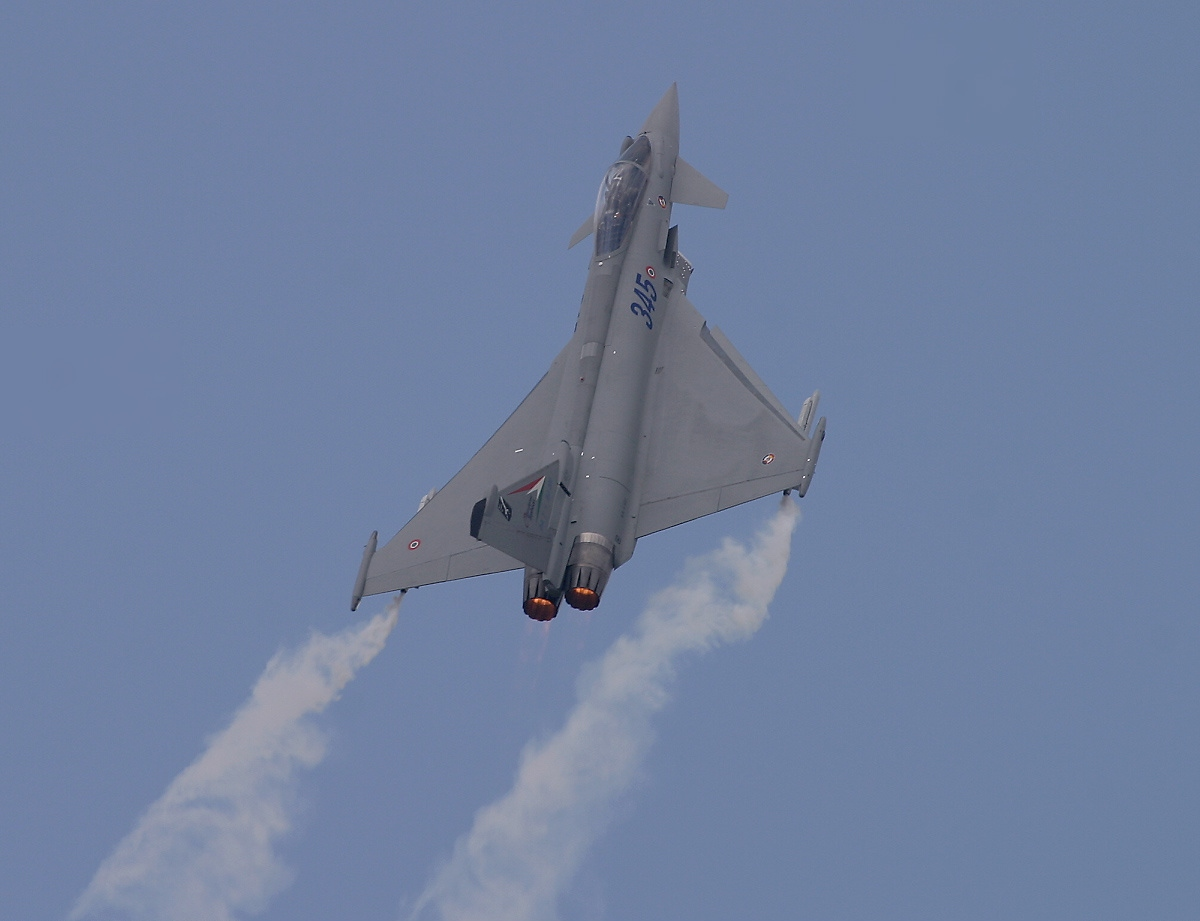
L'Eurofighter Typhoon era stato originariamente progettato come caccia da superiorità aerea.

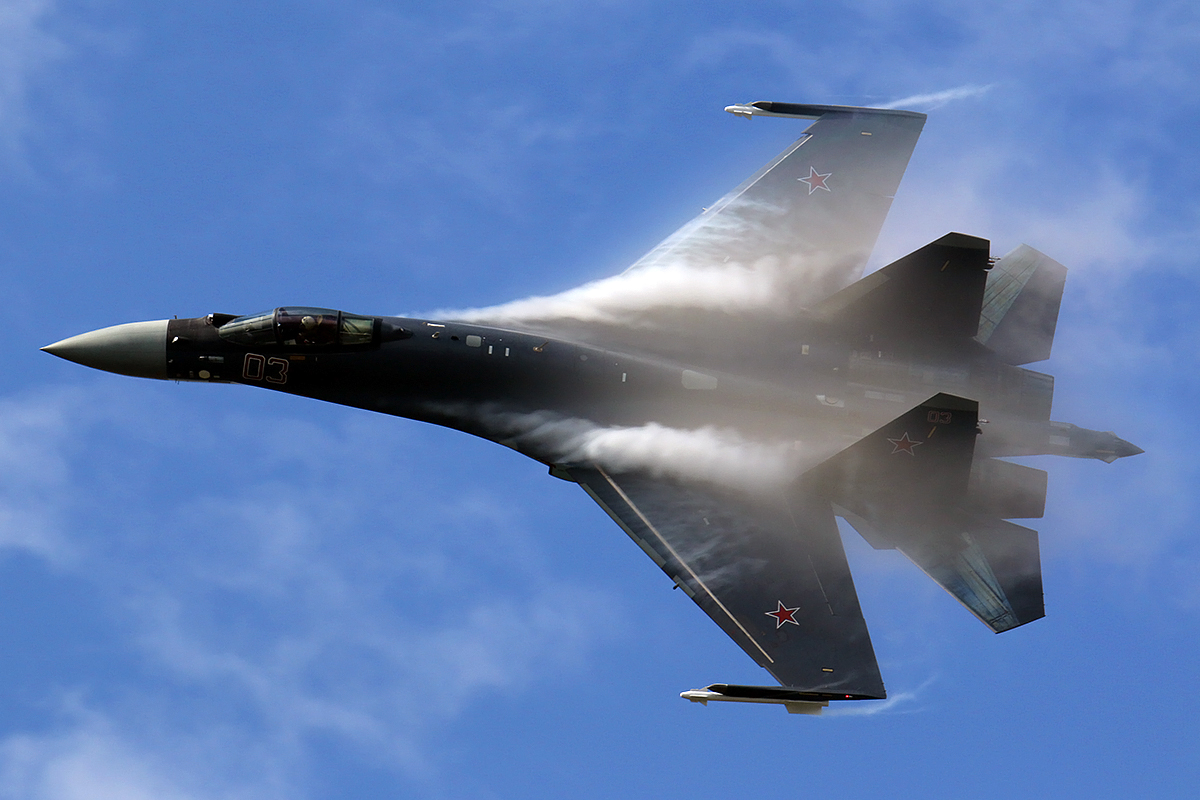
Sukhoi Su-35 dell'aviazione russa.

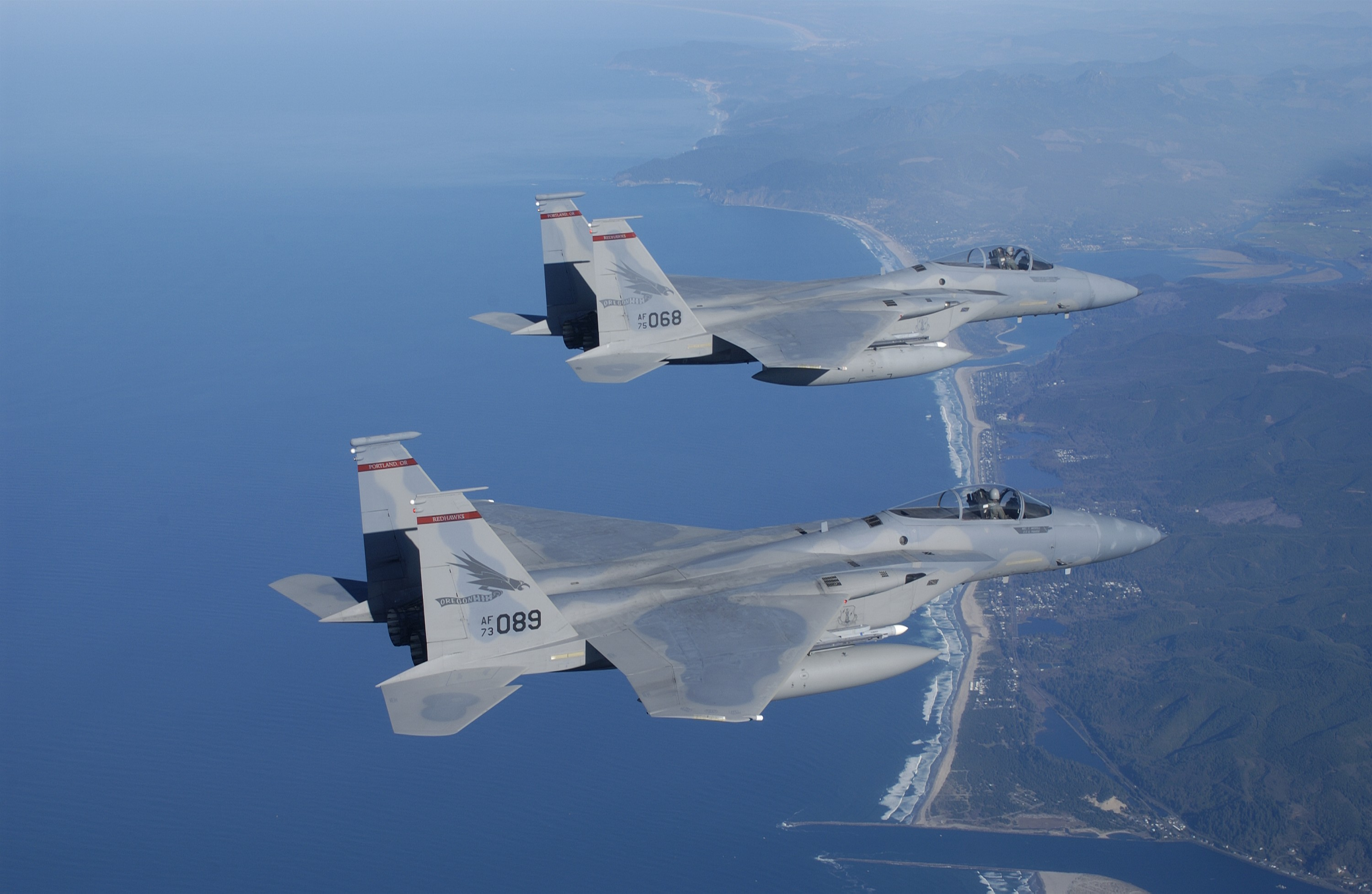
Una coppia di F-15 Eagle USAF.

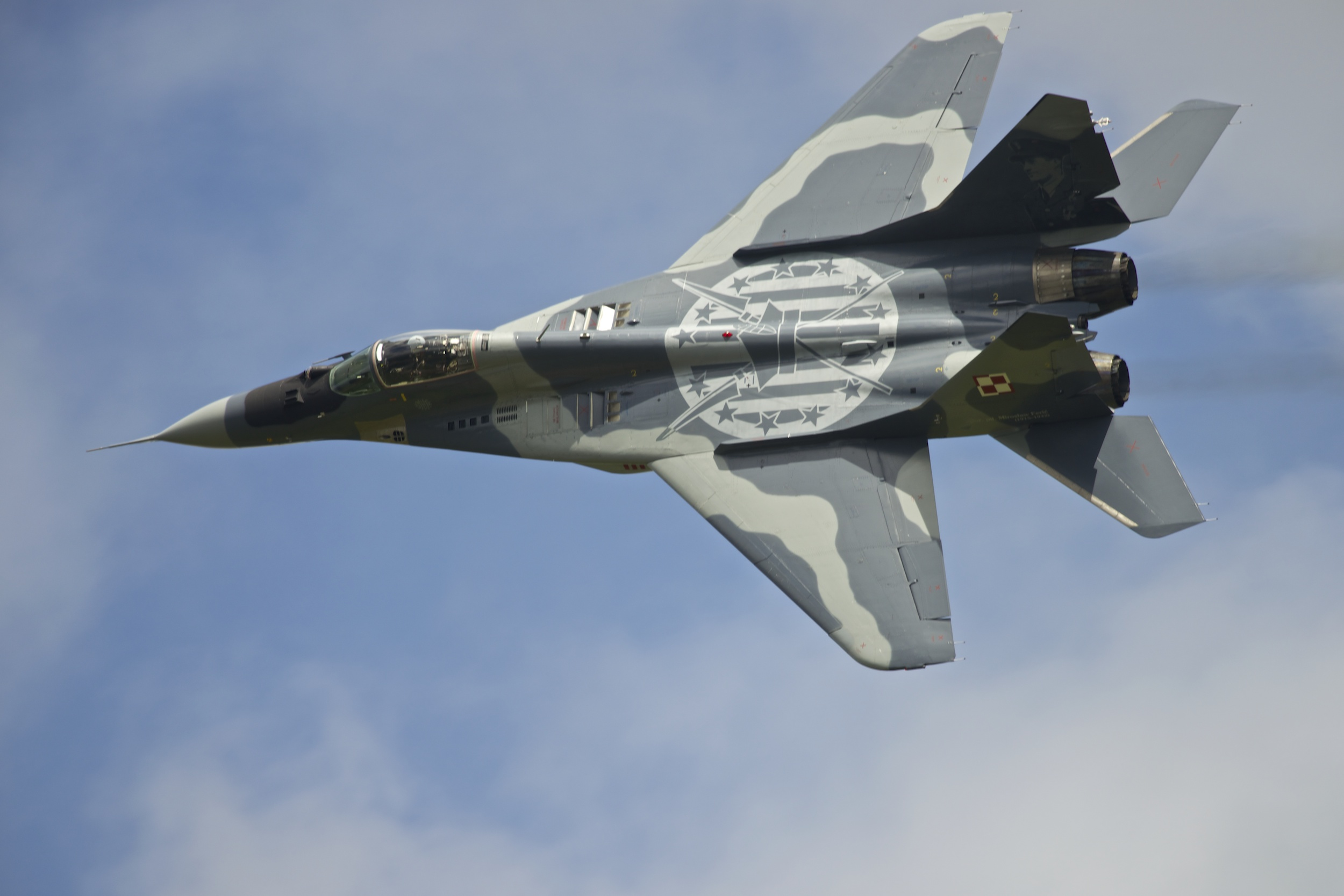
Un Mikoyan MiG-29 Fulcrum dell'aviazione polacca.

Un caccia da superiorità aerea è progettato per entrare nello spazio aereo nemico e conquistarlo come mezzo per stabilire il totale dominio sull'aviazione nemica. I caccia di questa categoria sono progettati principalmente per ingaggiare efficacemente i caccia avversari, più che altri tipi di aereo, benché alcuni di loro possano avere un ruolo secondario come aereo da attacco al suolo.

## Evoluzione del termine
Durante la seconda guerra mondiale e nel corso della guerra di Corea, i caccia erano classificati secondo il ruolo: caccia pesanti, caccia intercettori, caccia di scorta, caccia notturni, e così via. Con lo sviluppo dei missili guidati negli anni 1950, vi fu una separazione progettuale tra caccia ottimizzati per combattere nel regime oltre il raggio visivo (BVR) (intercettori), e caccia ottimizzati per combattere nel regime entro il raggio visivo (WVR) (caccia da superiorità aerea). Negli Stati Uniti, gli autorevoli fautori dell'approccio BVR svilupparono caccia che non avevano mitragliatrici o cannoncini come l'iniziale F-4 Phantom II, poiché si pensava che non avrebbero mai dovuto far ricorso al combattimento WVR. Questi velivoli avrebbero sacrificato l'alta manovrabilità, orientandosi piuttosto sulle altre caratteristiche di prestazione, dato che presumibilmente mai si sarebbero impegnati nel "dogfight" con caccia ostili.

### La lezione del combattimento
Le esperienze di combattimento nella Guerra del Vietnam avrebbero mostrato che i paladini BVR si sbagliavano. A causa di regole di ingaggio restrittive e delle inefficienze della tecnologia missilistica e radar degli anni 1960, la lotta aerea spesso degenerava al dogfight da distanza ravvicinata. Le lezioni impartite da questo conflitto provocarono un ripensamento delle priorità di progetto per i caccia e lo sviluppo del programma TOPGUN nella U.S. Navy e quello Red Flag nella U.S. Air Force per instillare nei piloti i dettami del dogfighting.

### I primi caccia da superiorità aerea
Dopo le lezioni apprese dalle esperienze di combattimento che avevano impegnato mezzi militari di ultima generazione, il VFAX/VFX della U.S. Navy e l'F-X (Fighter Experimental) della U.S. Air Force riconsiderarono la direzione tattica che sfociò nell'F-14 Tomcat della U.S. Navy e nell'F-15 Eagle della U.S. Air Force. I due progetti furono realizzati per conquistare la superiorità aerea e fu posta grande attenzione nello sviluppo di entrambi gli aerei affinché potessero eccellere nelle distanze più brevi dei combattimenti tra caccia. Ambedue gli apparecchi raggiungono elevate velocità massime, pertanto fungono pure da intercettori.
Viceversa, i sovietici (e la subentrata Federazione russa) svilupparono (e continuano ad impiegare) separati tipi di caccia, da superiorità aerea (MiG-29, Su-27) e intercettori (MiG-25, MiG-31).

### Maturazione della secondaria attitudine per l'attacco al suolo
Da parte della U.S. Navy, l'F-14 Tomcat fu inizialmente impiegato solo come caccia da superiorità aerea (più intercettore difensivo della flotta e ricognitore aero-tattico). Al contrario, il multiruolo F/A-18 Hornet era stato progettato come caccia da attacco pur avendo solo un margine sufficiente per difendersi dai caccia nemici se necessario.  Benché l'F-14 avesse un'attitudine secondaria non valorizzata per l'attacco al suolo (con uno Store Management System (SMS) che comprendeva opzioni aria-terra oltre ad un rudimentale software nell'AWG-9), la marina all'epoca non voleva rischiarlo nel ruolo aria-terra, sia perché non disponeva di adeguate contromisure difensive di guerra elettronica (DECM) e radar homing and warning (RHAW) per attività prossime al suolo, sia per il costo elevato di quella macchina. Negli anni 1990 la U.S. Navy integrò i contenitori LANTIRN agli F-14 e li schierò nelle missioni di attacco al suolo di precisione.
L'F-15 Eagle in origine fu concepito come caccia da superiorità aerea e intercettore ispirato al mantra not a pound for air-to-ground . Però, l'F-15C può portare sia bombe "stupide" sia bombe a guida GPS, e tali capacità furono sfruttate per la prima volta dalla forza aerea israeliana. In effetti, la sua cellula di base si dimostrò tanto versatile da generare un validissimo caccia da attacco, l'F-15E Strike Eagle che, benché progettato per l'attacco al suolo, conserva la letalità aria-aria dell'F-15 originale. Analogamente, l'F-16 Fighting Falcon era stato in principio concepito come caccia da superiorità aerea ma in seguito si è trasformato in un riuscito aereo multiruolo "ogni tempo".

## Dagli anni 1990 ad oggi
Dagli anni 1990, con caccia da superiorità aerea quali F-14 e F-15 spinti verso il ruolo di attacco e/o dotati di una versione attacco, la demarcazione tra caccia da superiorità e multiruolo si è  in qualche modo attenuata. 
Con il ritiro dell’F-14 Tomcat, la US Navy ha costretto il suo F/A-18 Hornet e  la sua versione accresciuta, F/A-18E/F Super Hornet, nel ruolo di caccia da superiorità, benché gli Hornet in origine fossero stati progettati come caccia da attacco multiruolo. 

## Lista (parziale) di caccia da superiorità in servizio
| Paese                              | Costruttore       | Aereo       | Entrata in servizio |
| ---------------------------------- | ----------------- | ----------- | ------------------- |
| Stati Uniti                        | McDonnell Douglas | F-15 Eagle  | 1976                |
| URSS/Russia                        | Mikoyan Gurevich  | MiG-29      | 1982                |
| URSS/Russia                        | Sukhoi            | Su-27       | 1985                |
| Francia                            | Dassault Aviation | Rafale      | 2000                |
| Russia/India                       | Sukhoi            | Su-30MKI    | 2002                |
| Regno Unito/Germania/Italia/Spagna | Eurofighter       | Typhoon     | 2003                |
| Stati Uniti                        | Lockheed Martin   | F-22 Raptor | 2005                |
| Russia                             | Sukhoi            | Su-35S      | 2014                |
| Cina                               | Chengdu Aerospace | J-20        | 2017                |

### Annotazioni
1. ↑  Il VFAX (Naval Fighter Attack Experimental) consisteva in realtà in due specifiche per due progetti di caccia della marina americana. La prima era per un complemento leggero a basso costo per l'F-111B che poteva sostituire l'F-4 Phantom II per le missioni di superiorità aerea, scorta e attacco a terra nei primi anni '60. Il secondo VFAX si è evoluto quando il VFX si è rivelato troppo costoso per sostituire tutti i caccia e gli aerei d'attacco esistenti, e la Marina è stata invitata a partecipare al programma USAFs Lightweight Fighter Program (LWF).
Fonti in punto:

  - George Spangenberg's website
  - Modern Marvels DVD Archiviato il 7 gennaio 2008 in Internet Archive. Modern Marvels episodes interviews engineering manager Bob Kress, test pilot Charlie Brown and other Grumman employees on development of VFAX and VFX F-14 Tomcat as America's first teen-series agile dogfighter.
2. ↑  Si potrebbe tradurre "non sprecare un centesimo sull'aria-terra"; ma l'originale ha il vantaggio della rima.

### Fonti
1. ↑  Davies, Steve. (2005). F-15C Eagle Units in Combat. Osprey Publishing Ltd. pp. 6-9. ISBN 978-1-84176-730-7.
2. ↑  Spick, Mike. (1985). Modern Fighting Aircraft: F-14. Arco Publishing Inc. p. 8. ISBN 0-668-06406-4.
3. ↑  Gillcrist, Paul T. (1994). Tomcat! The Grumman F-14 Story, Schiffer Publishing, pp. 10, 195. ISBN 0-88740-664-5 .
4. ↑  Sistema di riconoscimento di oggetti.
5. ↑  "F-14 Tomcat fighter fact file." Archiviato il 2 aprile 2006 in Internet Archive. United States Navy, 5 July 2003. Retrieved: 20 January 2007.
6. ↑  Hallion, Dr. Richard P. "A Troubling Past: Air Force Fighter Acquisition since 1945." Archiviato il 25 ottobre 2016 in Internet Archive. Airpower Journal, Winter 1990. Retrieved: 1 September 2011.
7. ↑  Jenkins 1998, pp. 35–36.
8. ↑  "Lockheed Martin F-16 Fighting Falcon." Jane's All The World's Aircraft, updated 21 January 2008. Retrieved: 30 May 2008.
9. ↑   Lockheed Martin to deliver 4,500th F-16 fighter, in McClatchy DC, 2 aprile 2012. URL consultato il 13 settembre 2014.